# Mfouati
Mfouati es una localidad de la República del Congo, constituida administrativamente como un distrito del departamento de Bouenza en el sur del país.
En 2011, el distrito tenía una población de 29 931 habitantes, de los cuales 14 332 eran hombres y 15 599 eran mujeres.
Se ubica en el extremo meridional del departamento a orillas del río Louvizi, pequeño afluente del río Niari. La localidad, con una altitud de 441 m s. n. m., se halla a unos 40 km al sureste de la capital departamental Madingou, accediéndose desde dicha ciudad a Mfouati a través de un camino secundario que sale al este de la carretera P11. El territorio de este distrito es fronterizo con la República Democrática del Congo y limítrofe con el departamento de Pool.